# ヘンリー・カボット・ロッジ・ジュニア
ヘンリー・カボット・ロッジ・ジュニア（英語: Henry Cabot Lodge Jr.、1902年7月5日 - 1985年2月27日）は、アメリカ合衆国の政治家・外交官。1960年アメリカ合衆国大統領選挙での共和党の副大統領候補であった。祖父は上院議員と上院外交委員長を務めたヘンリー・カボット・ロッジである。

## 生い立ちと経歴
1902年7月5日にマサチューセッツ州ナハントで誕生する。ロッジ家はマサチューセッツにおいて政治及び芸術で著名な一族であった。父親は詩人のジョージ・カボット・ロッジであり、母親はマチルダ・エリザベス・フリーリングハイゼン（デイヴィス）ロッジであった。彼はヘンリー・カボット・ロッジ上院議員の孫であり、父親が1909年に死去すると、祖父がその成長に大きな影響を与えることとなった。彼はまた上院議員のジョージ・カボットの子孫でもあり、下院議員のオーガスタス・ピーボディ・ガードナーの甥でもあった。
ロッジはミドルセックス・スクールに通い、1920年に卒業し、その後1924年にハーバード大学を優等で卒業した。「ヘラルド・トリビューン」紙などの新聞記者を経て、1931年にマサチューセッツ州下院議員に選出、1936年まで同職を務める。同年の上院議員選挙で共和党から出馬し、ジェームズ・マイケル・カーリー前州知事を破って当選する。
ロッジは陸軍に入隊し、功績を挙げて中佐まで昇進した。第二次世界大戦では2度の勤務を経験した。最初は1942年、この時は上院議員を兼務していたが、2度目の1944年から1945年は議員を辞職して軍務に専念した。
最初の期間は陸軍予備役士官としてであった。彼は第1装甲師団に少佐として着任した。同師団は北アフリカを拠点とし、イギリス軍の戦車部隊と共にエジプト・リビアで活動した。部隊は地上でドイツ軍と最初に接触したアメリカ軍装甲部隊であった。フランクリン・D・ルーズベルト大統領は軍務を兼任する国会議員に対して兼務を禁止する命令を出し、ロッジは議員に留まることを選択したため任務は1942年7月に終了した。ヘンリー・スティムソン陸軍長官がワシントンへの帰還命令を出し、彼は帰国した。
ワシントンに戻り1942年11月に再選を果たすと、ロッジは上院議員としての任期の初年度を勤務した。しかしながら1944年2月3日に議員を辞職し、軍務に復帰した。彼は南北戦争以来初めての、軍務に就くため辞職した議員であった。イタリアおよびフランスで実戦を経験し、中佐に昇進する。1944年の秋には自力でドイツ軍斥候4名を捕虜として捕らえている。1945年3月までに彼はフランスのレジオンドヌール勲章と、クロア・ド・ゲールを受章した。1945年の終戦時に彼は第6軍司令官ジェイコブ・デヴァース将軍の連絡及び通訳担当将校として西オーストリアにおいてドイツ軍の降伏交渉に臨席した。
戦後ロッジはマサチューセッツに戻り、再び上院議員に選出、政治経歴を再開した。
1952年にロッジは上院議員選挙で対立候補のジョン・F・ケネディに敗北するが、1953年にはドワイト・D・アイゼンハワー大統領より3代目アメリカ合衆国国際連合大使に任命される。1960年アメリカ合衆国大統領選挙でリチャード・ニクソン大統領候補の副大統領候補に指名され、国際連合大使を辞任した。ニクソンは大統領選挙でケネディに敗れ、ケネディはロッジを南ベトナム大使に任命した。ロッジは同職を1963年から1964年まで勤めた。
1964年の共和党の大統領候補者争いでは、ニューヨーク州のネルソン・ロックフェラー州知事とバリー・ゴールドウォーター上院議員が激しく競っていた。ロッジは当初から立候補するつもりは無かったが、ニューハンプシャー州予備選挙で有力な2人を破り、書き込み投票（Write-in）で1位になった。ロッジは改めて指名を求める意志が無く、ロックフェラーを支持することを表明したが、その後も地元のマサチューセッツ州、ニュージャージー州の予備選挙で勝利した。
1985年2月27日に82歳で死去し、マサチューセッツ州ケンブリッジのマウント・オーバーン墓地に埋葬された。

## 参照
1. ↑  The Political Graveyard accessed 2007-07-06
2. ↑  "Into the Funnel," Time Magazine, 1942-07-42.
3. 1 2  "For Services Rendered," Time Magazine, 1942-07-20.
4. ↑  "Lodge in the Field," Time Magazine, 1944-02-14.
5. ↑  http://bioguide.congress.gov/scripts/biodisplay.pl?index=l000394
6. ↑  "People," Time Magazine, 1944-10-09.
7. ↑  "Reservations," Time Magazine, 1945-03-19.